# Magaldrato
Magaldrato é um fármaco utiizado como antiácido, indicado no tratamento sintomático de hiperacidez, refluxo gastroesofágico e úlceras gástricas e duodenais.
É um composto obtido pela mistura de dois componentes: magnésio e alumínio, em que estes elementos são ligados de maneira a formar uma entidade química. Formam uma monosubstância (aluminato de magnésio hidratado). Riopan Plus tem como principio ativo o Magaldrato.

## Mecanismo de ação do Fármaco
Neutralização do ácido gástrico no estômago.